# Backhoppning vid olympiska vinterspelen 2018
Backhoppning vid olympiska vinterspelen 2018 arrangerades i Alpensia backhoppningsarena i Pyeongchang i Sydkorea. Totalt avgjordes 4 grenar.

## Medaljsammanfattning
Damer
| Gren                    | Guld               | Guld               | Silver                     | Silver                     | Brons                | Brons                |
| ----------------------- | ------------------ | ------------------ | -------------------------- | -------------------------- | -------------------- | -------------------- |
| Normalbacke Detaljer... | Maren Lundby Norge | Maren Lundby Norge | Katharina Althaus Tyskland | Katharina Althaus Tyskland | Sara Takanashi Japan | Sara Takanashi Japan |

Herrar
| Gren                    | Guld                                                                            | Guld                                                                            | Silver                                                               | Silver                                                               | Brons                                                  | Brons                                                  |
| ----------------------- | ------------------------------------------------------------------------------- | ------------------------------------------------------------------------------- | -------------------------------------------------------------------- | -------------------------------------------------------------------- | ------------------------------------------------------ | ------------------------------------------------------ |
| Normalbacke Detaljer... | Andreas Wellinger Tyskland                                                      | Andreas Wellinger Tyskland                                                      | Johann André Forfang Norge                                           | Johann André Forfang Norge                                           | Robert Johansson Norge                                 | Robert Johansson Norge                                 |
| Stor backe Detaljer...  | Kamil Stoch Polen                                                               | Kamil Stoch Polen                                                               | Andreas Wellinger Tyskland                                           | Andreas Wellinger Tyskland                                           | Robert Johansson Norge                                 | Robert Johansson Norge                                 |
| Lagtävling Detaljer...  | Norge Daniel-André Tande Andreas Stjernen Johann André Forfang Robert Johansson | Norge Daniel-André Tande Andreas Stjernen Johann André Forfang Robert Johansson | Tyskland Karl Geiger Stephan Leyhe Richard Freitag Andreas Wellinger | Tyskland Karl Geiger Stephan Leyhe Richard Freitag Andreas Wellinger | Polen Maciej Kot Stefan Hula Dawid Kubacki Kamil Stoch | Polen Maciej Kot Stefan Hula Dawid Kubacki Kamil Stoch |

## Medaljtabell
| Pl. | Nation   | Guld | Silver | Brons | Totalt |
| --- | -------- | ---- | ------ | ----- | ------ |
| 1   | Norge    | 2    | 1      | 2     | 5      |
| 2   | Tyskland | 1    | 3      | 0     | 4      |
| 3   | Polen    | 1    | 0      | 1     | 2      |
| 4   | Japan    | 0    | 0      | 1     | 1      |
|     | Totalt   | 4    | 4      | 4     | 12     |